# Верофон
Верофон (на английски: Verrophone) е музикален пекусионен инструмент от групата на кристалофонните инструменти.

## Устройство
Верофонът се състои от стъклени тръби разположени в хроматичен ред върху правоъгълна или S-образна дървена стойка. Всяка тръба е запушена на различно място в долния си край в зависимост от тона, на който е настроена тръбата. Подобно на резонаторите на пластинковите инструменти.

## Техника на звукоизвличане
Подобно на други кристалофонни инструменти като гласхармониката и чашите, на верофон се свири с триене на пръстите по ръба на тръбите в горния им край.

## Историческо развитие
Инструментът е създаден през 1983 г. от изпълнители на кристалофонна музика. Името на верофона идва от френската дума verre - стъкло и английската дума phone - звук. Съществуват две разновидности на верофона - сопранов и басов. Инструментът има тембър сходен с този на гласхармониката, но звукът му е доста силен и пред публика от 500-1000 души може да бъде чут спокойно и без микрофони. Поради този изненадващо силен звук и точни и ефектни тонове, верофонът представлява по-добро допълнение към съвременните оркестрови инструменти в сравнение с мекото и по-слабо звучене исторически по-старата гласхармоника и вече е навлязъл в много области на съвременната музика.
Благодарение на малки разстояния между тръбите могат да се възпроизвеждат и полифонични акорди.